# Lloyd Glasspool
Lloyd Glasspool (Redditch, 19 november 1993) is een Brits tennisser.

## Carrière
Van 2011 tot 2014 speelde hij collegetennis voor de Universiteit van Texas in Austin. Glasspool nam in 2016 deel aan Wimbledon, hij kreeg samen met Daniel Evans een wildcard maar verloor in de eerste ronde. In 2019 kreeg hij opnieuw samen met Daniel Evans een wildcard maar kon opnieuw de eerste ronde niet overleven. In 2021 won hij aan de zijde van Harri Heliövaara drie challengers en een aan de zijde van Matt Reid. Hij wist op de ATP-toernooi van Marseille samen met Heliövaara zijn eerste ATP-titel te winnen. 
In 2022 brak het duo door met zeven ATP-finales, ze slaagden erin op er eentje te winnen. Op de Grandslams behaalde ze de kwartfinale op Roland Garros en US Open.

## Palmares
| Legenda               |
| --------------------- |
| Grand Slam            |
| Olympische Spelen     |
| ATP Finals            |
| ATP Tour Masters 1000 |
| ATP Tour 500          |
| ATP Tour 250          |

### Dubbelspel
| Nr.                              | Datum             | Toernooi          | Ondergrond    | Partner           | Tegenstander in finale                | Score             | Details |
| -------------------------------- | ----------------- | ----------------- | ------------- | ----------------- | ------------------------------------- | ----------------- | ------- |
| gewonnen finales herendubbelspel |                   |                   |               |                   |                                       |                   |         |
| 1.                               | 14 maart 2021     | ATP Marseille     | Hardcourt (i) | Harri Heliövaara  | Sander Arends David Pel               | 7-5, 7-6          | details |
| 2.                               | 24 juli 2022      | ATP Hamburg       | Gravel        | Harri Heliövaara  | Rohan Bopanna Matwé Middelkoop        | 6-2, 6-4          | details |
| 3.                               | 7 januari 2023    | ATP Adelaide 1    | Hardcourt     | Harri Heliövaara  | Jamie Murray Michael Venus            | 6-3, 7-6(3)       | details |
| 4.                               | 7 januari 2024    | ATP Brisbane      | Hardcourt     | Jean-Julien Rojer | Kevin Krawietz Tim Pütz               | 7-6, 5-7, [12-10] | details |
| verloren finales herendubbelspel |                   |                   |               |                   |                                       |                   |         |
| 1.                               | 6 februari 2022   | ATP Montpellier   | Hardcourt (i) | Harri Heliövaara  | Pierre-Hugues Herbert Nicolas Mahut   | 6-4, 6-7, [10-12] | details |
| 2.                               | 13 februari 2022  | ATP Dallas        | Hardcourt (i) | Harri Heliövaara  | Marcelo Arévalo Jean-Julien Rojer     | 6-7, 4-6          | details |
| 3.                               | 19 juni 2022      | ATP Londen        | Hardcourt (i) | Harri Heliövaara  | Nikola Mektić Mate Pavić              | 6-3, 6-7, [6-10]  | details |
| 4.                               | 31 juli 2022      | ATP Umag          | Gravel        | Harri Heliövaara  | Simone Bolelli Fabio Fognini          | 7-5, 6-7, [7-10]  | details |
| 5.                               | 25 september 2022 | ATP Metz          | Hardcourt (i) | Harri Heliövaara  | Hugo Nys Jan Zieliński                | 6-7, 4-6          | details |
| 6.                               | 23 oktober 2022   | ATP Stockholm     | Hardcourt (i) | Harri Heliövaara  | Marcelo Arévalo Jean-Julien Rojer     | 3-6, 3-6          | details |
| 7.                               | 4 maart 2023      | ATP Dubai         | Hardcourt     | Harri Heliövaara  | Maxime Cressy Fabrice Martin          | 6-7(2), 4-6       | details |
| 8.                               | 26 augustus 2023  | ATP Winston-Salem | Hardcourt     | Neal Skupski      | Nathaniel Lammons Jackson Withrow     | 3-6, 4-6          | details |
| gewonnen challengers             |                   |                   |               |                   |                                       |                   |         |
| 1.                               | 28 februari 2021  | Las Palmas        | Gravel        | Harri Heliövaara  | Kimmer Coppejans Sergio Martos Gornés | 7-5, 6-1          |         |
| 2.                               | 21 maart 2021     | Biella            | Hardcourt (i) | Matt Reid         | Denys Molchanov Serhij Stachovsky     | 6-3, 6-4          |         |
| 3.                               | 14 november 2021  | Roanne            | Hardcourt (i) | Harri Heliövaara  | Romain Arneodo Albano Olivetti        | 7-6, 6-7, [12-10] |         |
| 4.                               | 28 november 2021  | Bari              | Hardcourt     | Harri Heliövaara  | Andrea Vavassori David Vega Hernández | 6-3, 6-0          |         |
| 5.                               | 20 mei 2023       | Bordeaux          | Gravel        | Harri Heliövaara  | Sadio Doumbia Fabien Reboul           | 6-4 6-2           |         |

## Resultaten grote toernooien
| Legenda | Legenda                          |
| ------- | -------------------------------- |
| g.t.    | geen toernooi gehouden           |
| l.c.    | lagere categorie                 |
| –       | niet deelgenomen                 |
| G       | uitgeschakeld in de groepsfase   |
| 1R      | uitgeschakeld in de eerste ronde |
| 2R      | uitgeschakeld in de tweede ronde |
| 3R      | uitgeschakeld in de derde ronde  |
| 4R      | uitgeschakeld in de vierde ronde |
| KF      | uitgeschakeld in de kwartfinale  |
| HF      | uitgeschakeld in de halve finale |
| F       | de finale verloren               |
| W       | het toernooi gewonnen            |
| w-v     | winst/verlies-balans             |

### Dubbelspel
| toernooi            | 2016 | 2017 | 2018 | 2019 | 2020 | 2021 | 2022 | 2023 | 2024 |
| ------------------- | ---- | ---- | ---- | ---- | ---- | ---- | ---- | ---- | ---- |
| Grandslamtoernooien |      |      |      |      |      |      |      |      |      |
| Australian Open     | –    | –    | –    | –    | –    | –    | 2R   | 2R   |      |
| Roland Garros       | –    | –    | –    | –    | –    | –    | KF   | 3R   |      |
| Wimbledon           | 1R   | –    | –    | 1R   | –    | 3R   | 3R   | 2R   |      |
| US Open             | –    | –    | –    | 1R   | –    | 1R   | KF   | 2R   |      |
| Statistieken        |      |      |      |      |      |      |      |      |      |
| titels per jaar     | 0    | 0    | 0    | 0    | 0    | 1    | 1    | 1    |      |
| eindejaarsranking   | 359  | 843  | –    | 257  | 152  | 78   | 12   | 31   |      |